# تمرلوح
تمرلوح (به لاتین: Temerloh) یک منطقهٔ مسکونی در مالزی است که در پاهانگ واقع شده‌است.

## نگارخانه

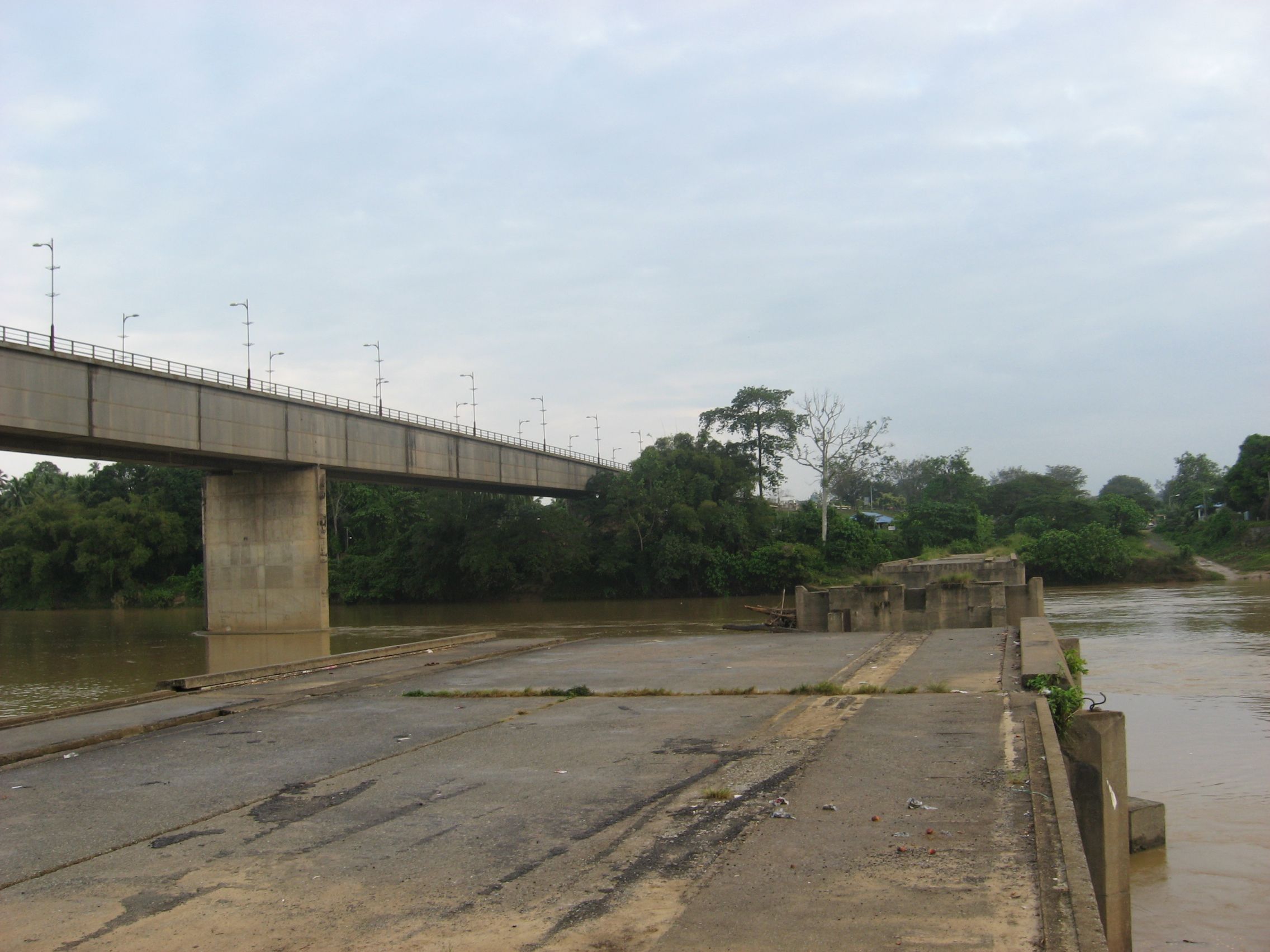
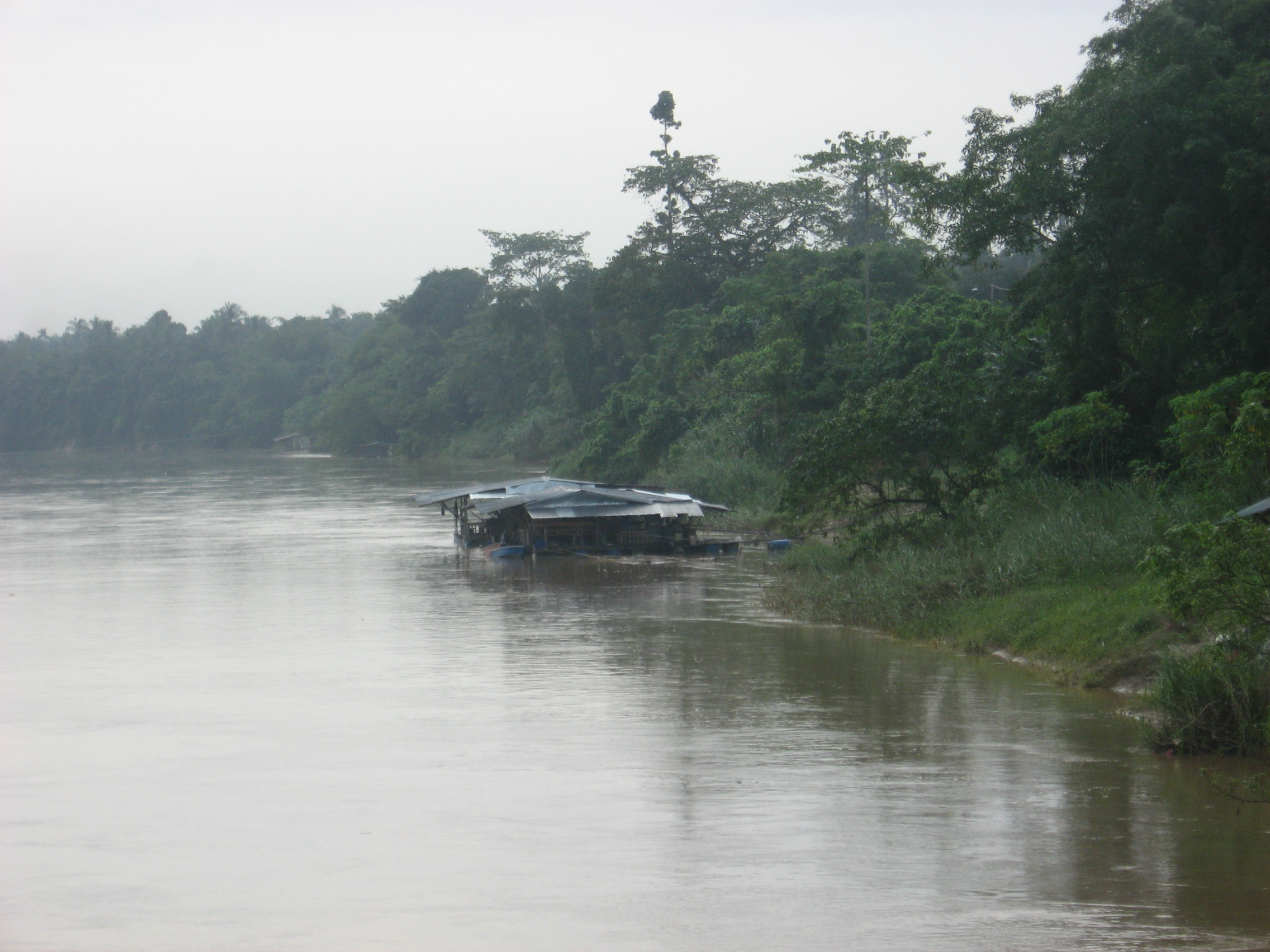